# Hans Stoffers

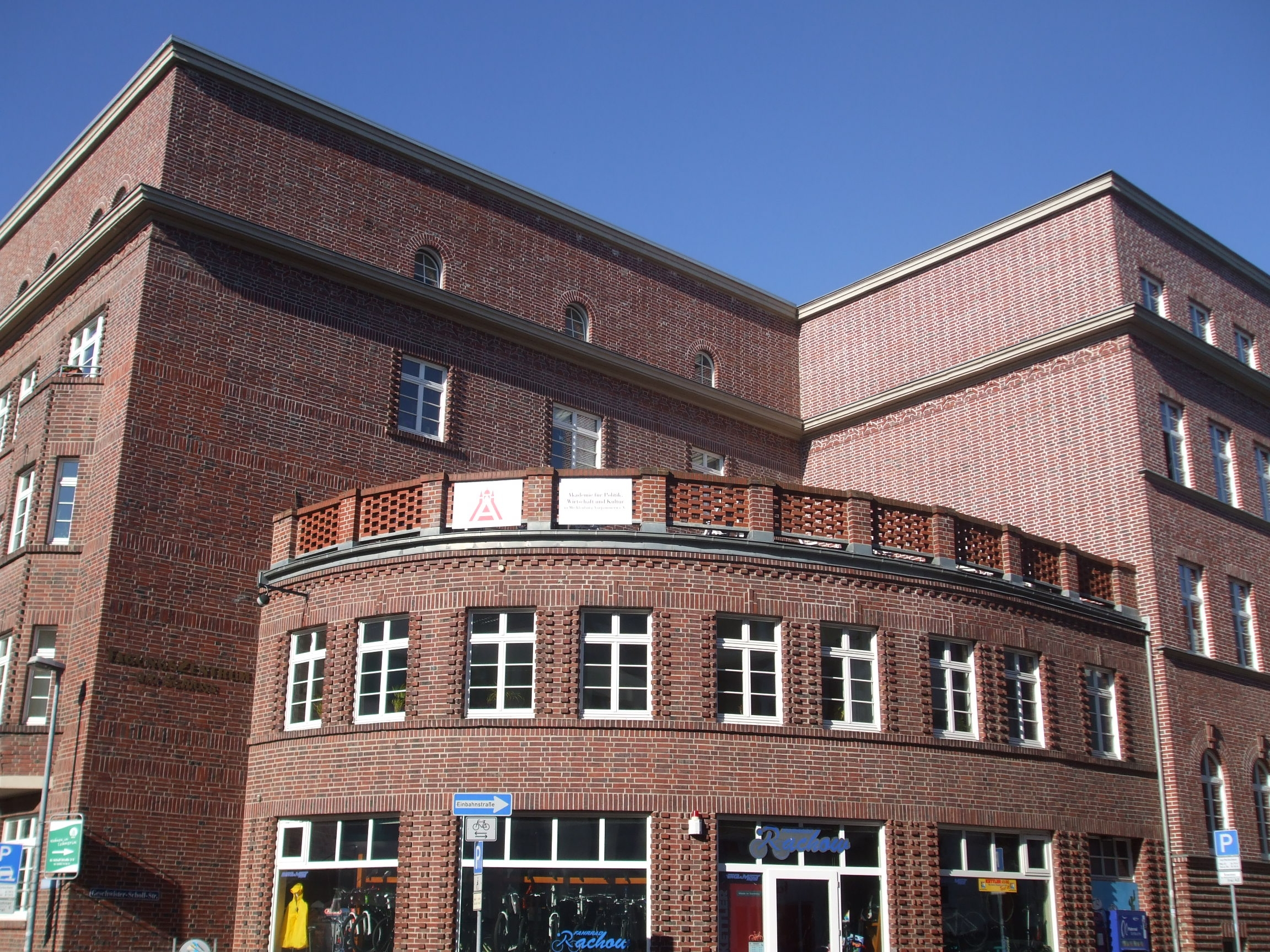
Geschäftshaus Mecklenburgstraße Ecke Geschwister-Scholl-Straße

Hans Stoffers (* 17. Juli 1881 in Schwerin; † 15. Juli 1960 ebenda) war ein deutscher Architekt aus Schwerin.

## Biografie

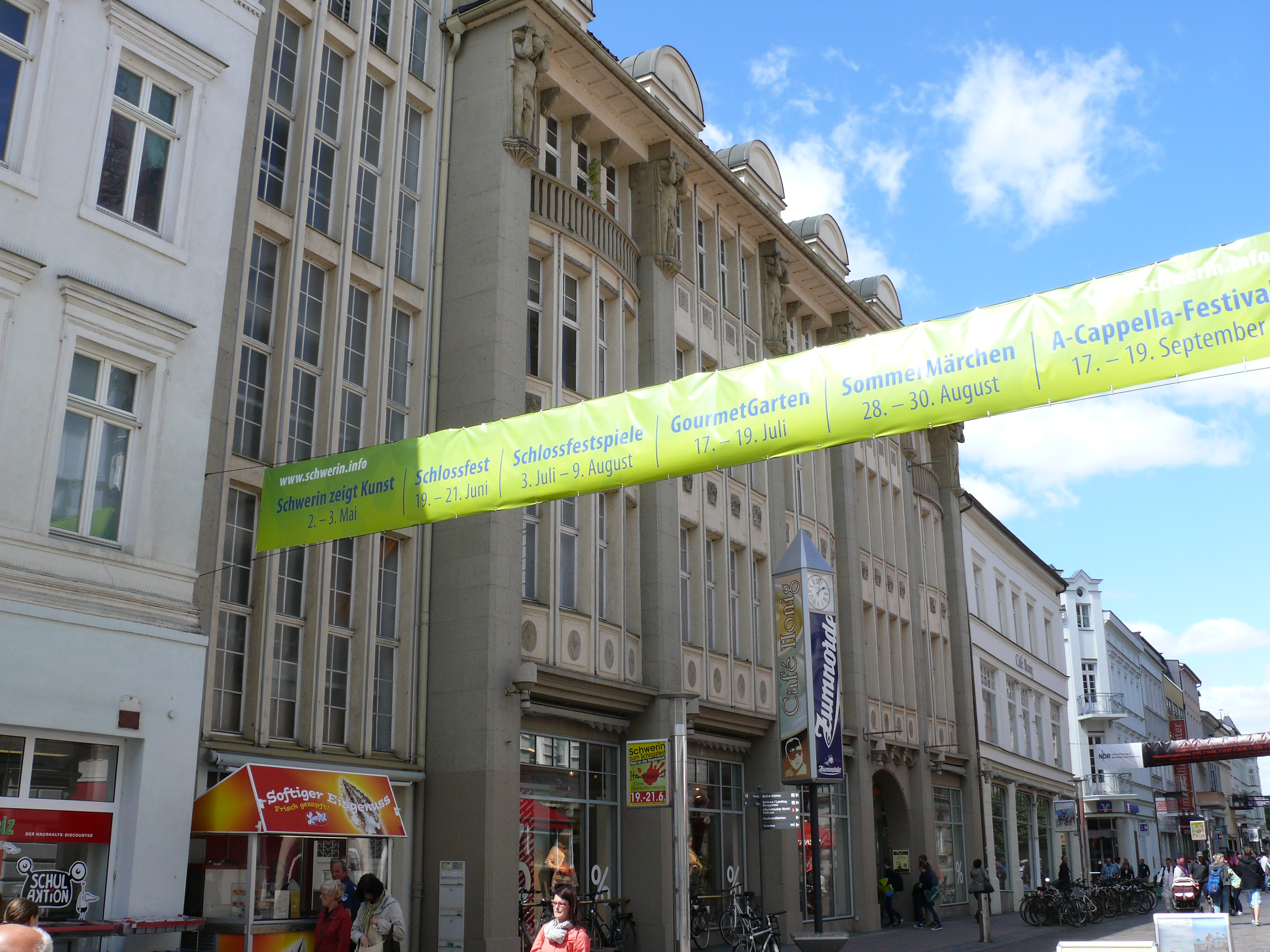
Kaufhaus Kressmann

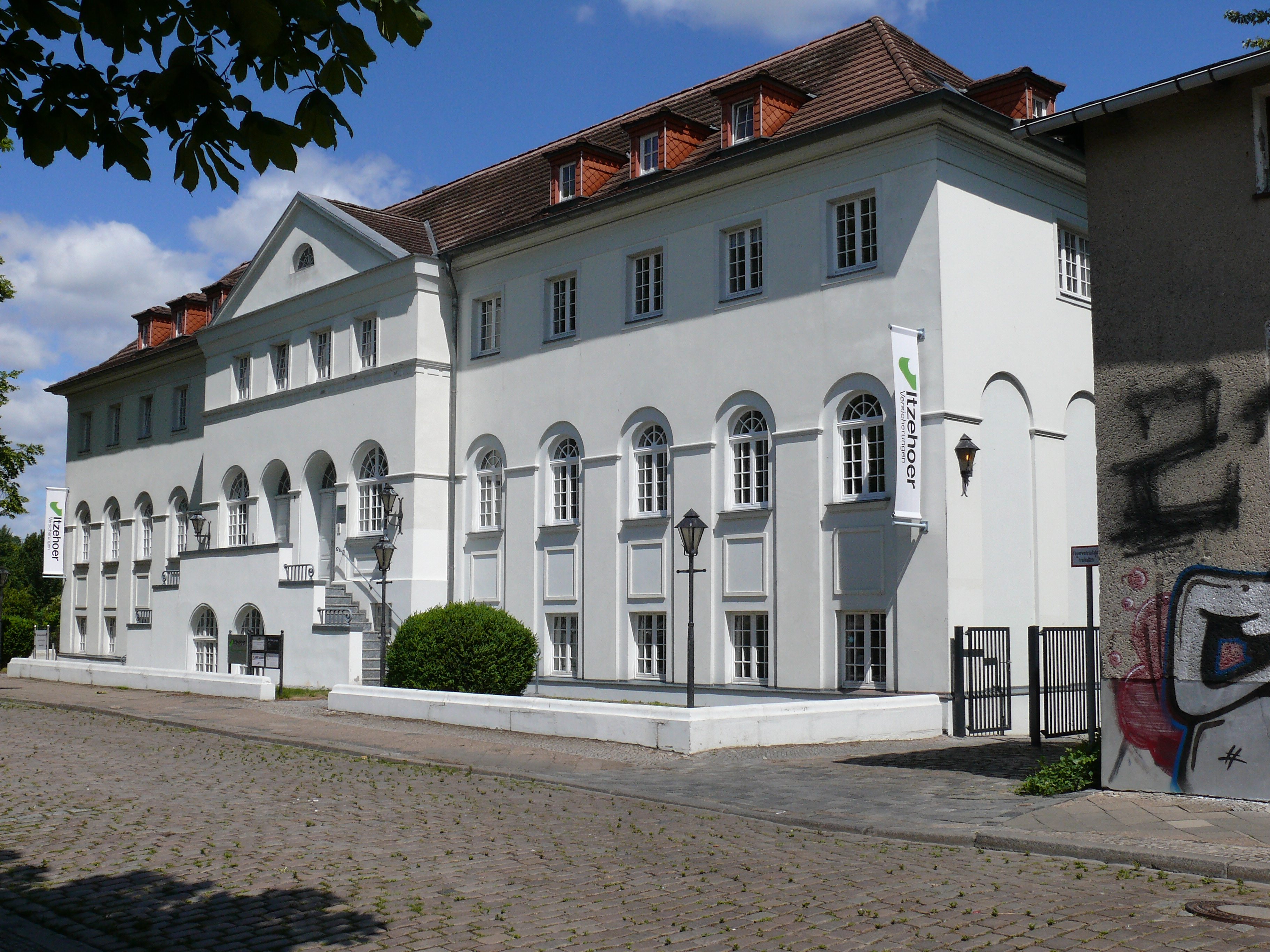
Stadtbad Schwerin

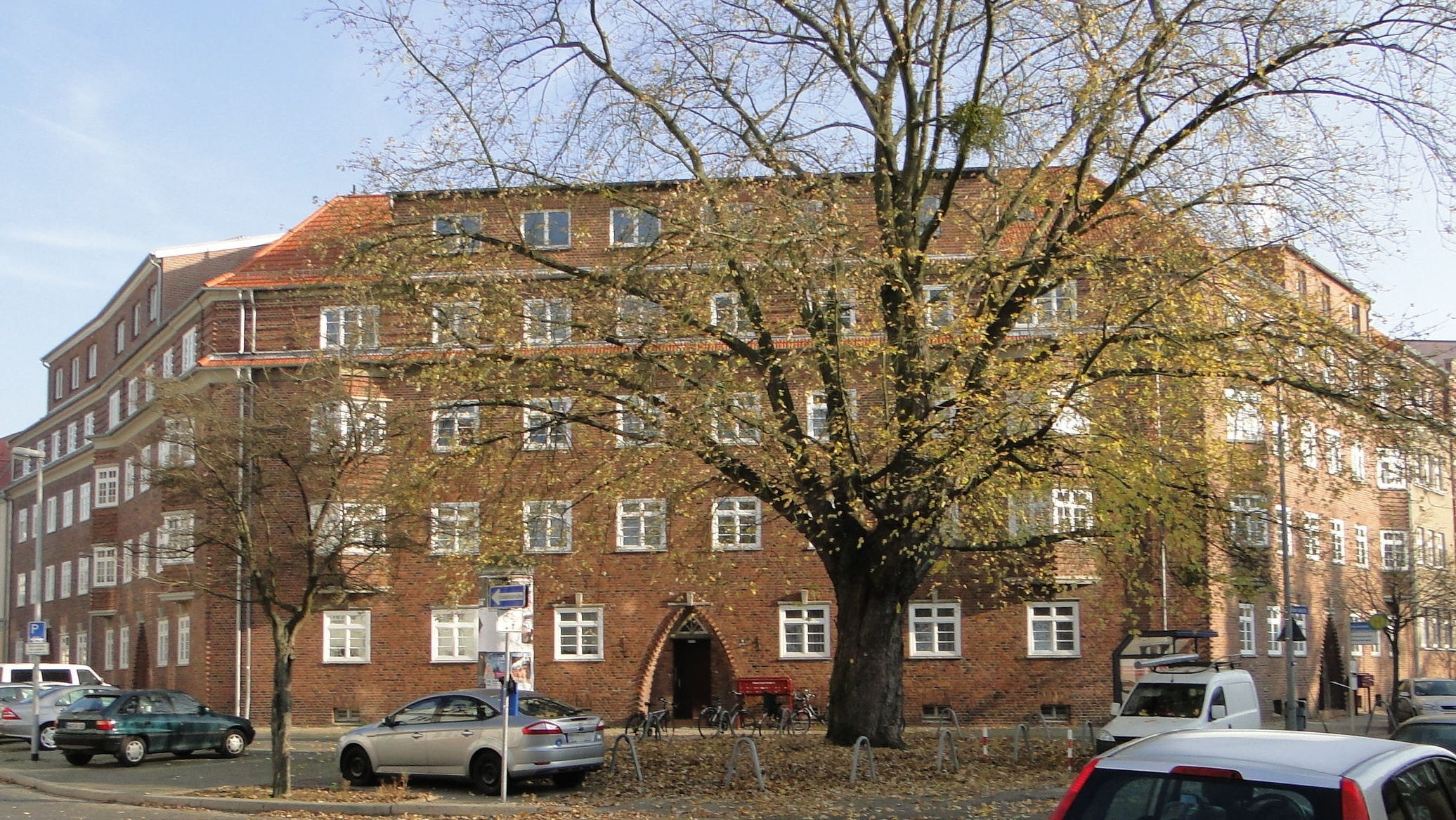
Robert-Koch-Straße 7/9

Stoffers war der Sohn des Zimmermeisters Carl Stoffers (1847–1917), sein Bruder war der Architekt Ernst Stoffers, der vorwiegend in Kiel tätig war. Seit den 1910er Jahren bis in die Nachkriegszeit des Zweiten Weltkriegs prägte er durch über 250 Projekte das Stadtbild von Schwerin.

Unter Denkmalschutz stehen u. a. seine Bauten Umbau Hotel Niederländischer Hof, Kaufhaus Kressmann, Stadtbad Schwerin, das Doppelhaus Schillerstraße 4–6 und das Geschäftshaus Mecklenburgstraße Ecke Geschwister-Scholl-Straße. Er ist als Architekt bei den Bauten der Zentralmolkerei mehrfach nachweisbar. Zu den Wohnhäusern aus seinem Büro zählen u. a. die Häuser in der Virchowstraße, Händelstraße, Robert-Koch-Straße und in der Robert-Beltz-Straße. Zusammen mit Paul Nehls plante er das Wohn- und Geschäftshaus mit der runden Ecke am Bürgermeister-Bade-Platz 1/2.

## Bauten
- Umbau Hotel Niederländischer Hof, Schwerin (1921)
- Kaufhaus Kressmann, Schwerin (1926)
- Stadtbad Schwerin (1926)
- Geschäftshaus Mecklenburgstraße Ecke Geschwister-Scholl-Straße, Schwerin (1929)
- Doppelhaus Schillerstraße 4–6 für Familie Parbs, Schwerin (1930)
- Wohnhaus Wismarsche Straße 160, Schwerin
- Molkereistraße 3, Schwerin
- Wohnhaus Virchowstraße, Schwerin
- Wohnhaus Händelstraße, Schwerin
- Wohnhaus Robert-Koch-Straße
- Wohnblöcke Robert-Beltz-Straße, Schwerin
- Villa in der Güstrower Straße im Bauhaus-Stil[3]
- Bankgebäude Friedrichstraße 5/7: Gestaltungselemente im Jugendstil und im Stil des Art déco in den Direktionsräumen, Schwerin
- Wohneckhaus Bürgermeister-Bade-Platz, Schwerin (zus. mit Paul Nehls)
- Konzertgarten Kühlungsborn-Ost mit Wandelhallen und Konzertmuschel (zus. mit Gartenarchitekt Emil Dominka)